# دالي إيفلين
دالي إيفلين (بالإنجليزية: Dale Eve) هو لاعب كرة قدم بريطاني، ولد في 9 فبراير 1995 في بيمبروك باريش في المملكة المتحدة. شارك مع منتخب برمودا لكرة القدم. أما مع النوادي، فقد لعب مع ستوك سيتي وفوريست غرين.

## وصلات خارجية
- دالي إيفلين على موقع قاعدة بيانات كرة القدم.إي يو (الإنجليزية)
- دالي إيفلين على موقع ناشيونال فوتبول تيمز (الإنجليزية)
- دالي إيفلين على موقع Soccerbase.com (لاعب) (الإنجليزية)
- دالي إيفلين على موقع Soccerway.com (الإنجليزية)